# Grand Prix Jihoafrické republiky 1975
Grand Prix Jihoafrické republiky 1975 (oficiálně XXI Lucky Strike Grand Prix of South Africa) se jela na okruhu Kyalami v Midrandu v Jihoafrické republice dne 1. března 1975. Závod byl třetím v pořadí v sezóně 1975 šampionátu Formule 1.

## Závod
| Poř.   | No. | Jezdec             | Konstruktér     | Počet kol | Čas/Odstoupení  | Pořadí na startu | Body |
| ------ | --- | ------------------ | --------------- | --------- | --------------- | ---------------- | ---- |
| 1      | 3   | Jody Scheckter     | Tyrrell-Ford    | 78        | 1:43:16.90      | 3                | 9    |
| 2      | 7   | Carlos Reutemann   | Brabham-Ford    | 78        | + 3.74          | 2                | 6    |
| 3      | 4   | Patrick Depailler  | Tyrrell-Ford    | 78        | + 16.92         | 5                | 4    |
| 4      | 8   | Carlos Pace        | Brabham-Ford    | 78        | + 17.31         | 1                | 3    |
| 5      | 12  | Niki Lauda         | Ferrari         | 78        | + 28.64         | 4                | 2    |
| 6      | 2   | Jochen Mass        | McLaren-Ford    | 78        | + 1:03.64       | 16               | 1    |
| 7      | 23  | Rolf Stommelen     | Lola-Ford       | 78        | + 1:12.91       | 14               |      |
| 8      | 28  | Mark Donohue       | Penske-Ford     | 77        | + 1 kolo        | 18               |      |
| 9      | 16  | Tom Pryce          | Shadow-Ford     | 77        | + 1 kolo        | 19               |      |
| 10     | 5   | Ronnie Peterson    | Lotus-Ford      | 77        | + 1 kolo        | 8                |      |
| 11     | 34  | Guy Tunmer         | Lotus-Ford      | 76        | + 2 kola        | 25               |      |
| 12     | 6   | Jacky Ickx         | Lotus-Ford      | 76        | + 2 kola        | 21               |      |
| 13     | 33  | Eddie Keizan       | Lotus-Ford      | 76        | + 2 kola        | 22               |      |
| 14     | 31  | Dave Charlton      | McLaren-Ford    | 76        | + 2 kola        | 20               |      |
| 15     | 14  | Bob Evans          | BRM             | 76        | + 2 kola        | 24               |      |
| 16     | 11  | Clay Regazzoni     | Ferrari         | 71        | Klapka          | 9                |      |
| 17     | 27  | Mario Andretti     | Parnelli-Ford   | 70        | Řazení          | 6                |      |
| NC     | 21  | Jacques Laffite    | Williams-Ford   | 69        | + 9 kol         | 23               |      |
| NC     | 1   | Emerson Fittipaldi | McLaren-Ford    | 65        | + 13 kol        | 11               |      |
| Ret    | 32  | Ian Scheckter      | Tyrrell-Ford    | 55        | Nehoda          | 17               |      |
| Ret    | 24  | James Hunt         | Hesketh-Ford    | 53        | Palivový systém | 12               |      |
| Ret    | 17  | Jean-Pierre Jarier | Shadow-Ford     | 37        | Přehřátí        | 13               |      |
| Ret    | 10  | Lella Lombardi     | March-Ford      | 23        | Palivový systém | 26               |      |
| Ret    | 20  | Arturo Merzario    | Williams-Ford   | 22        | Motor           | 15               |      |
| Ret    | 18  | John Watson        | Surtees-Ford    | 19        | Spojka          | 10               |      |
| Ret    | 9   | Vittorio Brambilla | March-Ford      | 16        | Chladič         | 7                |      |
| DNQ    | 30  | Wilson Fittipaldi  | Fittipaldi-Ford |           |                 |                  |      |
| DNQ    | 22  | Graham Hill        | Lola-Ford       |           |                 |                  |      |
| Zdroj: |     |                    |                 |           |                 |                  |      |

## Průběžné pořadí po závodě
Pohár jezdců
| Pořadí | Jezdec             | Body |
| ------ | ------------------ | ---- |
| 1      | Emerson Fittipaldi | 15   |
| 2      | Carlos Pace        | 12   |
| 3      | Carlos Reutemann   | 10   |
| 4      | Jody Scheckter     | 9    |
| 5      | James Hunt         | 7    |
| Zdroj: |                    |      |

Pohár konstruktérů
| Pořadí | Konstruktér  | Body |
| ------ | ------------ | ---- |
| 1      | Brabham-Ford | 19   |
| 2      | McLaren-Ford | 16   |
| 3      | Tyrrell-Ford | 11   |
| 4      | Ferrari      | 8    |
| 5      | Hesketh-Ford | 7    |
| Zdroj: |              |      |